# Festival de Baile de Eurovisión
El Festival de Baile de Eurovisión (Eurovision Dance Contest, en inglés), también promocionado por TVE en España como Eurodance, fue un evento organizado por la Unión Europea de Radiodifusión que celebró su primera edición el 1 de septiembre de 2007 en Londres con un formato similar al Festival de la canción de Eurovisión en el que una pareja de cada país participante debe bailar dos bailes diferentes, y después serán votados por los otros países como en Eurovisión.

## Antecedentes
El programa estaba basado en Strictly Come Dancing, un concurso de baile entre países que organizó la BBC basándose en otro programa suyo, Come Dancing. De Come Dancing se hizo también la versión Dancing with the stars (¡Mira quién baila!). El hecho de que el Eurovision Dance Contest esté basado en un programa británico da derecho a la BBC a organizar los dos primeros festivales.

## Sedes
| Año  | País        | Ciudad  | Lugar                                            | Participantes |
| ---- | ----------- | ------- | ------------------------------------------------ | ------------- |
| 2007 | Reino Unido | Londres | BBC Television Centre                            | 16            |
| 2008 | Reino Unido | Glasgow | Scottish Exhibition and Conference Centre        | 14            |
| 2009 | Azerbaiyán  | Bakú    | Complejo Deportivo y de Conciertos Heydər Əliyev | Cancelado     |

## Ganadores
| Año  | País      | Baile                       | Intérprete                        | Pts | Margen | Segundo lugar | Tercer lugar | Fecha                   |
| ---- | --------- | --------------------------- | --------------------------------- | --- | ------ | ------------- | ------------ | ----------------------- |
| 2007 | Finlandia | Rumba & Paso Doble          | Jussi Väänänen and Katja Koukkula | 132 | 11     | Ucrania       | Irlanda      | 1 de septiembre de 2007 |
| 2008 | Polonia   | Rumba, Cha-Cha & Jazz Dance | Edyta Herbuś & Marcin Mroczek     | 154 | 33     | Rusia         | Ucrania      | 6 de septiembre de 2008 |

## Londres 2007
El Festival de baile de Eurovisión 2007 se celebró el 1 de septiembre de 2007 en Londres, Reino Unido y fue presentado por Graham Norton y Claudia Winkleman en inglés y francés (en un principio se quiso no hacerlo en francés porque Francia no participó), contando como artista invitado a Enrique Iglesias. Los ganadores fueron la pareja de Finlandia con 132 puntos.

### Participantes
| #  | País         | Bailarines                                    | Estilos                  | Posición | Puntos |
| -- | ------------ | --------------------------------------------- | ------------------------ | -------- | ------ |
| 1  | Suiza        | Denise Biellmann y Sven Ninnemann             | Pasodoble y swing        | 16       | 0      |
| 2  | Rusia        | Mariya Sittel y Vladislav Borodinov           | Rumba y tsyganochka      | 7        | 72     |
| 3  | Países Bajos | Alexandra Matteman y Redmond Valk             | Cha-cha-chá y rumba      | 12       | 34     |
| 4  | Reino Unido  | Camilla Dallerup y Brendan Cole               | Rumba y showdance        | 15       | 18     |
| 5  | Austria      | Kelly y Andy Kainz                            | Jive y pasodoble         | 6        | 74     |
| 6  | Alemania     | Wolke Hegenbarth y Oliver Seefeldt            | Samba y showdance        | 8        | 59     |
| 7  | Grecia       | Ourania Kolliou y Spiros Pavlidis             | Jive y sirtaki           | 13       | 31     |
| 8  | Lituania     | Gabrielė Valiukaitė y Gintaras Svistunavičius | Pasodoble y folk lituano | 11       | 35     |
| 9  | España       | Amagoya Benlloch y Abraham Martínez           | Cha-cha-chá y pasodoble  | 10       | 38     |
| 10 | Irlanda      | Nicola Byrne y Mick Donegan                   | Jive y bailes irlandeses | 3        | 95     |
| 11 | Polonia      | Katarzyna Cichopek y Marcin Hakiel            | Cha-cha-chá y showdance  | 4        | 84     |
| 12 | Dinamarca    | Mette Skou Elkjær y David Jørgensen           | Rumba y showdance        | 9        | 38     |
| 13 | Portugal     | Sónia Araújo y Ricardo Silva                  | Jive y tango             | 5        | 74     |
| 14 | Ucrania      | Yulia Okropiridze y Illya Sydorenko           | Quickstep y showdance    | 2        | 121    |
| 15 | Suecia       | Cecilia Ehrling y Martin Lidberg              | Pasodoble y disco fusion | 14       | 23     |
| 16 | Finlandia    | Jussi Väänänen y Katja Koukkula               | Rumba y pasodoble        | 1        | 132    |

### Retransmisión
Las televisiones de Albania, Armenia, Bielorrusia, Bosnia-Herzegovina, Chipre, Islandia, Israel y República de Macedonia (hoy, Macedonia del Norte) emitieron el festival sin participar ni votar. 
En el lado opuesto, Grecia no emitió el festival en directo debido a la situación de emergencia provocada por los incendios.
Croacia quiso participar en un principio, pero no pudo por problemas económicos.

## Glasgow 2008
El segundo Festival de Eurovisión de Baile se celebró en Glasgow (Escocia) el 6 de septiembre de 2008. 
Participaron 14 países y entre las novedades para esta edición se encontraban la incorporación de un jurado de expertos que daría su veredicto junto al televoto de los telespectadores. Este jurado estaba compuesto por cuatro miembros: Gladys Tay (Singapur), Barbara Nagode Ambroz (Eslovenia), Michelle Ribas (Francia) y Sven Trout (Alemania). Otra de las novedades que se introdujeron en esta ocasión fue la de que el país que resultara ganador del certamen sería el anfitrión y el encargado de organizar la próxima edición. Hasta ahora las dos veces había tenido lugar en el Reino Unido, ya que la idea inicial de este concurso surgió de la BBC.
Los presentadores de esta edición fueron, como en la anterior edición, Graham Norton y Claudia Winkleman, y el certamen tuvo lugar en el Scottish Exhibition and Conference Centre.
Como curiosidad en la celebración del evento, destacar la equivocación a la hora de emitir los votos, ya que Polonia debía votar antes que Ucrania, y esta, se la adelantó, dejando a la portavoz polaca un poco confusa.
Debutó Azerbaiyán, y no participó ni Alemania, ni Suiza ni España, aunque esta última tuvo que emitir, según la UER, el festival "por el beneficio de los espectadores españoles" a través del canal La 2

### Participantes
| #  | País         | Bailarines                               | Estilos                                                              | Posición | Puntos |
| -- | ------------ | ---------------------------------------- | -------------------------------------------------------------------- | -------- | ------ |
| 01 | Suecia       | Jeanette Carlsson y Danny Saucedo        | Cha-cha-chá                                                          | 12       | 38     |
| 02 | Austria      | Nicole Kuntner y Dorian Steidl           | Slowfox y Jive                                                       | 13       | 29     |
| 03 | Dinamarca    | Katja Svensson y Patrick Spiegelberg     | Fusión de Samba, Tango, Pasodoble y Jazz Dance Contemporáneo         | 6        | 102    |
| 04 | Azerbaiyán   | Anna Sazhina y Eldar Dzhafarov           | Fusión de Pasodoble, baile folk nacional Azerí, Rumba y Tango        | 5        | 106    |
| 05 | Irlanda      | Dearbhla Lennon y Gavin Ó Fearraigh      | Pasodoble y Rumba                                                    | 11       | 40     |
| 06 | Finlandia    | Maria Lund y Mikko Ahti                  | Tango                                                                | 10       | 44     |
| 07 | Países Bajos | Roemjana de Haan y Thomas Berge          | Rumba y Showdance                                                    | 14       | 1      |
| 08 | Lituania     | Rūta Ščiogolevaitė y Deivydas Meškauskas | Estilo libre de Rumba, Cha-cha-chá y elementos acrobáticos           | 4        | 110    |
| 09 | Reino Unido  | Vincent Simone y Louisa Lytton           | Fusión de Pasodoble, Tango y Jive                                    | 9        | 47     |
| 10 | Rusia        | Alexander Litvinenko y Tatiana Navka     | Fusión de Cha-cha-chá, Samba, Rumba, Pasodoble y baile ruso nacional | 2        | 121    |
| 11 | Grecia       | Jason Roditis y Tonia Kosovich           | Fusión de ritmos latinos                                             | 7        | 72     |
| 12 | Portugal     | Raquel Tavares y Armando Tinita          | Fusión de Rumba y Tango                                              | 8        | 61     |
| 13 | Polonia      | Edyta Herbuś y Marcin Mroczek            | Fusión de Rumba y Cha-cha-chá con música moderna Jazz                | 1        | 154    |
| 14 | Ucrania      | Lilia Podkopayeva y Kirilo Hitrov        | Jive con elementos de Rock and roll y música nacional ucraniana      | 3        | 119    |

## Bakú 2009
El 2 de febrero de 2009 en Ginebra (Suiza), la organización anunció que el próximo país anfitrión para realizar el Festival de Eurovisión de Baile sería Azerbaiyán. 
El evento se iba a realizar, en un principio, en septiembre de 2009 en el Complejo Deportivo y de Conciertos Heydər Əliyev de Bakú. Sin embargo, la UER decidió posponer el festival primero a otoño de 2010 y luego hasta 2011 debido al bajo número de países interesados en participar.

## Otros festivales parecidos
En 2007 se celebró en México el Primer Campeonato Mundial de Baile con la participación de Argentina, Colombia, Costa Rica, Ecuador, Eslovaquia, México, Panamá, Paraguay y Rumanía. La segunda edición se llevó a cabo en 2010 con la incorporación de Estados Unidos, España, Francia, Perú, Sudáfrica e Inglaterra. Costa Rica, Ecuador, Eslovaquia, Panamá y Paraguay no participaron en esta ocasión.
El concurso es proveniente del programa Bailando por un Sueño.